# Кавказький фронт (Друга світова війна)
Кавка́зький фронт — оперативно-стратегічне об'єднання радянських військ з 30 грудня 1941 до 28 січня 1942 року у Другій світовій війні.

## Історія
Кавказький фронт утворений 30 грудня 1941 року на підставі директиви Ставки ВГК від 30 грудня 1941 року на базі Закавказького фронту у складі 44-ї, 45-ї, 46-ї, 47-ї та 51-ї загальновійськових армій. Фронту оперативно підпорядковувалися Севастопольський оборонний район, Чорноморський флот та Азовська військова флотилія.
Війська і сили Кавказького фронту завершили розпочату 25 грудня 1941 року військами Закавказького фронту та силами Чорноморського флоту Керченсько-Феодосійську десантну операцію 1941—1942 років, завдали поразки керченському угрупованню противника, захопили важливий оперативний плацдарм на сході Кримської АРСР.
15—18 січня 1942 після раптового удару противника війська фронту залишили Феодосію і відступили на Ак-Монайські позиції. Як наслідок залишення Феодосійськими військами на Кавказький фронт був направлений представником Ставки армійський комісар 1-го рангу Л. З. Мехліс. За його вказівкою були заарештовані: командувач 44-ї армії генерал-майор І. Ф. Дашичев, командир 236-ї стрілецької дивізії генерал-майор В. К. Мороз (розстріляний), військовий комісар 236-ї стрілецької дивізії батальйонний комісар А. І Кондрашов, командир 63-ї гірсько-стрілецької дивізії підполковник П. Я. Циндзеневський та інші.
25 січня 1942 року Л. З. Мехліс без погодження з Москвою наполягав на віддачі наказу про звільнення Феодосії. Ставка ВГК засудила дії Л. З. Мехліса і вимагала ретельної підготовки операції.
28 січня 1942 року, на підставі директиви Ставки ВГК від 28 січня 1942 року, Кавказький фронт був поділений на Кримський фронт та Закавказький військовий округ.

## Командувачі
- генерал-лейтенант Козлов Д. Т. (30 грудня 1941 — 28 січня 1942).